# Генерал армії (СРСР)

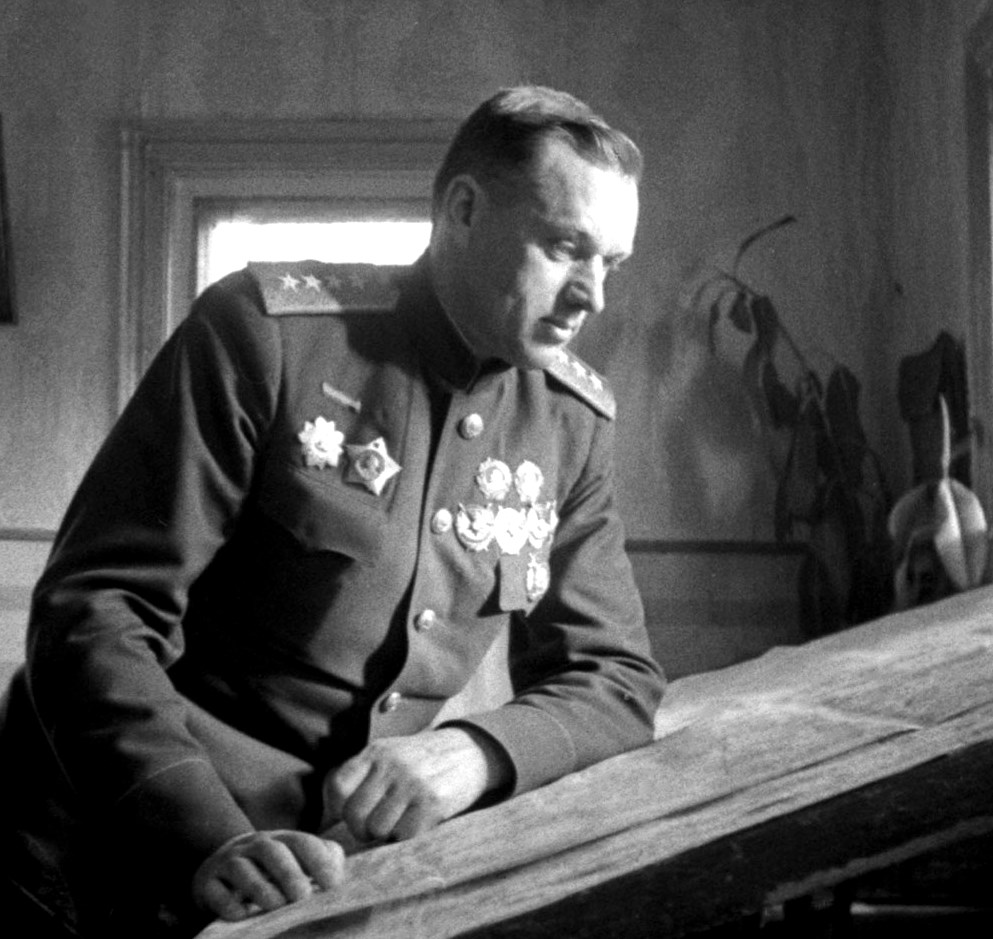
К. Рокоссовський у однострої з відповідними знаками розрізення генерала армії

Генерал армії Радянського Союзу — вище генеральське військове звання в Збройних Силах Радянського Союзу в період з 1940 по 1991. Вище цього звання було лише звання Маршал Радянського Союзу.

## Історія створення
Військове звання генерала армії було введено в Червоній армії 7 травня 1940 року, як найвище з чотирьох генеральських звань. Відновлення генеральських звань диктувалося як прагненням сталінського режиму до реставрації деяких зовнішніх прикмет ладу дореволюційної Росії, так і міркуваннями чисто практичними: дійсно, військові звання вищого командного і начальницького складу, що існували в 1935—1940 роках, збігалися зі скороченими позначеннями командних посад (комдив — командир дивізії, комкор — командир корпусу, командарм — командувач армією) і тому були незручні у використанні.
Звання «генерал армії» не існувало в дореволюційній Росії; зразками, напевно, стали у пригоді французьке армійський генерал (фр. général d'armée) та американське (англ. General of the Army) вищі генеральські звання.
Першими радянськими генералами армії стали Г. К. Жуков, К. П. Мерецков і І. В. Тюленєв; до початку війни до них приєдналися Й. Р. Апанасенко (командувач Далекосхідним фронтом) і Д. Г. Павлов (командувач Західним ВО).

## У роки війни
Як і звання Маршала Радянського Союзу, звання генерала армії не присвоювалося нікому з початку війни аж до січня 1943 року, коли новий знак розрізнення — погони з чотирма зірками — отримав О. М. Василевський.
Надалі вище генеральське звання генерала армії до закінчення німецько-радянської війни було присвоєне ще 18 воєначальникам. 10 воєначальників, що отримали під час німецько-радянського конфлікту звання генерала армії, стали згодом Маршалами Радянського Союзу (з них шістьох — ще в ході війни). Серед генералів армії Другої світової війни — такі полководці, як загиблі на фронті М. Ф. Ватутін і І. Д. Черняховський, начальник Генерального штабу СРСР, кавалер ордена «Перемога» О. І. Антонов.
Після скасування власних звань військово-політичному складу (1942) та спеціальних звань ГБ (1945) вищі чини цих військ отримали генеральські звання. Першим генералом армії — членом військової ради став у 1944 році М. О. Булганін; у липні 1945 року генералом армії став комісар державної безпеки 1-го рангу В. М. Меркулов.

## З 1945 по 1991
Після війни, і особливо з початку 1970-х років, звання генерала армії нерідко присвоювалося вже не за особливі заслуги, як в роки Другої світової, а за фактом знаходження на тій або іншою посаді, що «дає» право на це звання; крім того, з 1970-х років стає звичайним присвоєння цього звання політробітникам і співробітникам органів державної безпеки (раніше такі приклади були абсолютно одиничні). Вказані причини зумовлюють зростання числа осіб, які отримують це звання в мирний час: якщо з 1950 по 1969 рік звання генерала армії отримали тільки 39 чоловік, то з 1970 по 1991 — вже 64. Починаючи з 1967 року вже не обходиться жодного року без присвоєння звання генерала армії.
Декілька підвищується середній вік генералів армії (на час присвоєння) — з 57 років (1950—1960-і) до 59 років (1970—1980-і). Всього звання «генерал армії» за 1940—1991 роки було присвоєне 133 воєначальникам, більша частина яких займала командні пости, значна кількість — також штабні і тилові. З них 31 воєначальникові згодом було присвоєне звання Маршала Радянського Союзу, а ще одному — В. Ф. Толубко — звання Головного маршала артилерії.
Наймолодшим генералом армії був І. Д. Черняховський, що отримав звання за три дні до свого 38-річчя, найстарішим у момент присвоєння — заступник голови КДБ Г. К. Циньов, якому звання було присвоєне в 71-річному віці. Найдовше мав цей чин І. В. Тюленєв — 38 років, найкоротший час, 12 днів, генералом армії був В. Я. Колпакчи, що отримав звання 5 травня 1961, а вже 17 травня загинув.
О. М. Василевському всього через 29 днів після присвоєння військового звання генерала армії (16 лютого 1943 року) було присвоєне звання Маршала Радянського Союзу.
Відповідні звання існували у родах військ з 1943 року. Вони мали особливі маршальські звання: звання маршал авіації, маршал артилерії, маршал бронетанкових військ, маршал інженерних військ, маршал військ зв'язку, що дорівнювалися до звання «генерал армії».
У 1984 році останні три, а в 1993 році перші два звання було скасовано.
На флоті в 1940—1945 і з 1962 відповідним званням є адмірал флоту; у 1945—1962 роках флотського звання, відповідного чину генерала армії, не існувало.

## Знаки розрізнення
Як знаки розрізнення для генералів армії були встановлені (Наказом НКО № 212 від 13 липня 1940 року): п'ять позолочених зірочок на червоних петлицях; на рукавах вишита велика золота зірка, облямована червоним кантом, і один косинець з широкого 32-мм золотого галуну, а у верхній частині — з червоного сукна — шириною 10 мм.
У січні 1943 року ці знаки розрізнення були відмінені і введені знаки розрізнення на погонах — 4 «генеральських» зірки у ряд. У 1974—1997 роках радянські генерали армії носили знаки розрізнення, наближені до маршалів родів військ. Замість погонів з чотирма зірками були введені погони з однією великою зіркою і загальновійськовою емблемою, а на краватці при парадній формі носилася Маршальська Зірка «малого» зразка. Вказана зміна у формі мала на меті подолати «нерівність» між генералами армії і рівними їм за чином маршалами родів військ.
В арміях інших держав військове звання генерала армії дорівнювало зі званнями фельдмаршала (Велика Британія), генерала армії США, армійський генерал (Франція) тощо.
Знаки розрізнення генерала армії в 1940-1991 роках

Петлиця, 1940–1943
Погон, 1943–1955
Погон, 1955–1974
Погон, 1974–1991
Маршальська зірка «малого» типу

## Список генералів армії СРСР
| №   | ПІБ                                   | Дата присвоєння                   | посада на момент присвоєння | Примітки                                                                                         |
| --- | ------------------------------------- | --------------------------------- | --- | ------------------------------------------------------------------------------------------------ |
| 1   | Жуков Георгій Костянтинович           | 4 червня 1940                     | командувач військами Київського Особливого військового округа | Маршал Радянського Союзу з 18 січня 1943                                                         |
| 2   | Мерецков Кирило Панасович             | 4 червня 1940                     | заступник народного комісара оборони СРСР з бойової підготовки та військово-навчальним закладам                                                                                               | Маршал Радянського Союзу з 26 жовтня 1944                                                        |
| 3   | Тюленєв Іван Володимирович            | 4 червня 1940                     | командувач військами Московського військового округа |                                                                                                  |
| 4   | Апанасенко Йосип Родіонович           | 22 лютого 1941                    | командувач військами Далекосхідного фронту |                                                                                                  |
| 5   | Павлов Дмитро Григорович              | 22 лютого 1941                    | командувач військами Західного Особливого військового округа |                                                                                                  |
| 6   | Василевський Олександр Михайлович     | 18 січня 1943                     | начальник Генерального штабу РСЧА, заступник народного комісара оборони СРСР | Маршал Радянського Союзу з 16 лютого 1943                                                        |
| 7   | Ватутін Микола Федорович              | 12 лютого 1943                    | командувач військами Південно-Західного фронту |                                                                                                  |
| 8   | Малиновський Родіон Якович            | 28 квітня 1943                    | командувач військами Південно-Західного фронту | Маршал Радянського Союзу з 10 вересня 1944                                                       |
| 9   | Рокоссовський Костянтин Костянтинович | 28 квітня 1943                    | командувач військами Центрального фронта | Маршал Радянського Союзу з 29 червня 1944                                                        |
| 10  | Конєв Іван Степанович                 | 26 серпня 1943                    | командувач військами Степового фронту | Маршал Радянського Союзу з 20 лютого 1944                                                        |
| 11  | Попов Маркіан Михайлович              | 26 серпня 1943, 3 серпня 1953     | командувач військами Брянського фронту; командувач військами Таврійського військового округа                                                                                                  | знижений до генерал-полковника 20 квітня 1944; відновлений у 1953 році                           |
| 12  | Антонов Олексій Інокентійович         | 27 серпня 1943                    | 1-й заступник начальника Генерального штабу РСЧА |                                                                                                  |
| 13  | Єрьоменко Андрій Іванович             | 27 серпня 1943                    | командувач військами Калінінського фронту | Маршал Радянського Союзу з 11 березня 1955                                                       |
| 14  | Соколовський Василь Данилович         | 27 серпня 1943                    | командувач військами Західного фронту | Маршал Радянського Союзу з 3 липня 1946                                                          |
| 15  | Толбухін Федір Іванович               | 21 вересня 1943                   | командувач військами Південного фронту | Маршал Радянського Союзу з 12 вересня 1944                                                       |
| 16  | Петров Іван Юхимович                  | 9 жовтня 1943 26 жовтня 1944      | командувач військами Північно-Кавказького фронту; командувач військами 4-го Українського фронту                                                                                               | знижений до генерал-полковника 4 лютого 1944, відновлений 26 жовтня 1944                         |
| 17  | Хрульов Андрій Васильович             | 7 листопада 1943                  | начальник Тилу РСЧА |                                                                                                  |
| 18  | Баграмян Іван Христофорович           | 17 листопада 1943                 | командувач військами 1-го Прибалтійського фронту | Маршал Радянського Союзу з 11 березня 1955                                                       |
| 19  | Говоров Леонід Олександрович          | 17 листопада 1943                 | командувач військами Ленінградського фронту | Маршал Радянського Союзу з 18 червня 1944                                                        |
| 20  | Черняховський Іван Данилович          | 26 червня 1944                    | командувач військами 3-го Білоруського фронту |                                                                                                  |
| 21  | Захаров Георгій Федорович             | 28 липня 1944                     | командувач військами 2-го Білоруського фронту |                                                                                                  |
| 22  | Масленников Іван Іванович             | 28 липня 1944                     | командувач військами 3-го Прибалтійського фронту |                                                                                                  |
| 23  | Пуркаєв Максим Олексійович            | 26 жовтня 1944                    | командувач військами Далекосхідного фронту |                                                                                                  |
| 24  | Булганін Микола Олександрович         | 17 листопада 1944                 | заступник народного комісара оборони СРСР | Маршал Радянського Союзу з 3 листопада 1947, знижений до генерал-полковника 26 листопада 1958    |
| 25  | Захаров Матвій Васильович             | 29 травня 1945                    | командувач військами 2-го Українського фронту | Маршал Радянського Союзу з 8 травня 1959                                                         |
| 26  | Меркулов Всеволод Миколайович         | 9 липня 1945                      | народний комісар державної безпеки СРСР | розстріляний 23 грудня 1953, позбавлений звання 31 грудня 1953                                   |
| 27  | Курасов Володимир Васильович          | 12 листопада 1948                 | головнокомандувач Центральною групою військ (Австрія) |                                                                                                  |
| 28  | Маландін Герман Капітонович           | 12 листопада 1948                 | заступник начальника Генерального штабу Збройних Сил СРСР |                                                                                                  |
| 29  | Чуйков Василь Іванович                | 12 листопада 1948                 | 1-й заступник головнокомандувача Групою радянських військ у Німеччині | Маршал Радянського Союзу з 11 березня 1955                                                       |
| 30  | Штеменко Сергій Матвійович            | 12 листопада 1948, 19 лютого 1968 | начальник Генерального штабу Збройних Сил СРСР; 1-й заступник начальника Генерального штабу Збройних Сил СРСР, начальник штабу Об'єднаних збройних сил держав-учасників Варшавського договору | знижений до генерал-лейтенанта у червні 1953, підвищений до генерал-полковника 26 листопада 1956 |
| 31  | Бірюзов Сергій Семенович              | 3 серпня 1953                     | головнокомандувач Центральною групою військ (Австрія) | Маршал Радянського Союзу з 11 березня 1955                                                       |
| 32  | Гречко Андрій Антонович               | 3 серпня 1953                     | головнокомандувач Групою радянських військ у Німеччині | Маршал Радянського Союзу з 11 березня 1955                                                       |
| 33  | Малінін Михайло Сергійович            | 3 серпня 1953                     | 1-й заступник начальника Генерального штабу Збройних Сил СРСР |                                                                                                  |
| 34  | Москаленко Кирило Семенович           | 3 серпня 1953                     | командувач військами Московського військового округу | Маршал Радянського Союзу з 11 березня 1955                                                       |
| 35  | Крилов Микола Іванович                | 18 вересня 1953                   | 1-й заступник командувача військами Далекосхідного військового округу | Маршал Радянського Союзу з 28 квітня 1962                                                        |
| 36  | Батов Павло Іванович                  | 10 березня 1955                   | командувач військами Прикарпатського військового округу |                                                                                                  |
| 37  | Галицький Кузьма Микитович            | 8 серпня 1955                     | командувач Північною групою військ (Польща) |                                                                                                  |
| 38  | Горбатов Олександр Васильович         | 8 серпня 1955                     | командувач військами Прибалтійського військового округа |                                                                                                  |
| 39  | Жадов Олексій Семенович               | 8 серпня 1955                     | головнокомандувач Центральною групою військ (Австрія) |                                                                                                  |
| 40  | Казаков Михайло Ілліч                 | 8 серпня 1955                     | командувач військами Уральського військового округа |                                                                                                  |
| 41  | Лучинський Олександр Олександрович    | 8 серпня 1955                     | командувач військами Туркестанського військового округа |                                                                                                  |
| 42  | Сєров Іван Олександрович              | 8 серпня 1955                     | Голова Комітету державної безпеки при Раді Міністрів СРСР | знижений до генерал-майора 12 березня 1963                                                       |
| 43  | Федюнінський Іван Іванович            | 8 серпня 1955                     | командувач військами Закавказького військового округа |                                                                                                  |
| 44  | Поплавський Станіслав Гилярович       | 12 серпня 1955                    | заступник міністра національної оборони Польської народної республіки |                                                                                                  |
| 45  | Голиков Пилип Іванович                | 8 травня 1959                     | начальник Головного політичного управління Радянської Армії та Військово-Морського Флоту | Маршал Радянського Союзу з 6 травня 1961                                                         |
| 46  | Курочкін Павло Олексійович            | 8 травня 1959                     | начальник Військової академії імені М. В. Фрунзе |                                                                                                  |
| 47  | Лелюшенко Дмитро Данилович            | 8 травня 1959                     | командувач військами Уральського військового округа |                                                                                                  |
| 48  | Батицький Павло Федорович             | 5 травня 1961                     | командувач військами Московського округа ППО | Маршал Радянського Союзу з 15 квітня 1968                                                        |
| 49  | Іванов Володимир Дмитрович            | 5 травня 1961                     | 1-й заступник начальника Генерального штабу Збройних Сил СРСР |                                                                                                  |
| 50  | Колпакчи Володимир Якович             | 5 травня 1961                     | начальник Головного управління бойової підготовки Сухопутних військ |                                                                                                  |
| 51  | Пеньковський Валентин Антонович       | 5 травня 1961                     | командувач військами Далекосхідного військового округу |                                                                                                  |
| 52  | Крейзер Яків Григорович               | 27 квітня 1962                    | командувач військами Далекосхідного військового округу |                                                                                                  |
| 53  | Плієв Ісса Олександрович              | 27 квітня 1962                    | командувач військами Північно-Кавказького військового округа |                                                                                                  |
| 54  | Якубовський Іван Гнатович             | 27 квітня 1962                    | головнокомандувач Групою радянських військ у Німеччині | Маршал Радянського Союзу з 12 квітня 1967                                                        |
| 55  | Єпішев Олексій Олексійович            | 11 травня 1962                    | начальник Головного політичного управління Радянської Армії та Військово-Морського Флоту | з генерал-майорів                                                                                |
| 56  | Бєлобородов Опанас Павлантійович      | 22 лютого 1963                    | командувач військами Московського військового округа |                                                                                                  |
| 57  | Гетьман Андрій Лаврентійович          | 13 квітня 1964                    | командувач військами Прикарпатського військового округа |                                                                                                  |
| 58  | Кошовий Петро Кирилович               | 13 квітня 1964                    | командувач військами Київського військового округа | Маршал Радянського Союзу з 15 квітня 1968                                                        |
| 59  | Стученко Андрій Трохимович            | 13 квітня 1964                    | командувач військами Закавказького військового округа |                                                                                                  |
| 60  | Павловський Іван Григорович           | 12 квітня 1967                    | заступник міністра оборони СРСР |                                                                                                  |
| 61  | Соколов Сергій Леонідович             | 12 квітня 1967                    | 1-й заступник міністра оборони СРСР | Маршал Радянського Союзу з 17 лютого 1978                                                        |
| 62  | Маргелов Василь Пилипович             | 25 жовтня 1967                    | командувач повітряно-десантних військами |                                                                                                  |
| 63  | Гусаковський Йосип Іраклійович        | 19 лютого 1968                    | начальник Головного управління кадрів Міністерства оборони СРСР |                                                                                                  |
| 64  | Іванов Семен Павлович                 | 19 лютого 1968                    | командувач військами Сибірського військового округа |                                                                                                  |
| 65  | Лащенко Петро Миколайович             | 19 лютого 1968                    | головний військовий радник у Об'єднаної Арабської Республіці |                                                                                                  |
| 66  | Лященко Микола Григорович             | 19 лютого 1968                    | командувач військами Туркестанського військового округа |                                                                                                  |
| 67  | Хетагуров Георгій Іванович            | 19 лютого 1968                    | командувач військами Прибалтійського військового округа |                                                                                                  |
| 68  | Маряхін Сергій Степанович             | 22 лютого 1968                    | 1-й заступник начальника Тилу Збройних Сил СРСР |                                                                                                  |
| 69  | Білик Петро Олексійович               | 21 лютого 1969                    | командувач військами Забайкальського військового округа |                                                                                                  |
| 70  | Куликов Віктор Георгійович            | 29 квітня 1970                    | головнокомандувач Групою радянських військ у Німеччині | Маршал Радянського Союзу з 14 січня 1977                                                         |
| 71  | Толубко Володимир Федорович           | 29 квітня 1970                    | командувач військами Далекосхідного військового округу | головний маршал артилерії з 25 березня 1983                                                      |
| 72  | Щеглов Панас Федорович                | 29 квітня 1970                    | 1-й заступник Головнокомандувача військами ППО країни |                                                                                                  |
| 73  | Івашутін Петро Іванович               | 22 лютого 1971                    | заступник начальника Генерального штабу Збройних Сил СРСР — начальник Головного розвідувального управління                                                                                    |                                                                                                  |
| 74  | Комаровський Олександр Миколайович    | 2 листопада 1972                  | заступник міністра оборони СРСР з будівництва та розквартирування військ |                                                                                                  |
| 75  | Радзієвський Олексій Іванович         | 2 листопада 1972                  | начальник Військової академії імені М. В. Фрунзе |                                                                                                  |
| 76  | Івановський Євген Пилипович           | 3 листопада 1972                  | головнокомандувач Групою радянських військ у Німеччині |                                                                                                  |
| 77  | Куркоткін Семен Костянтинович         | 3 листопада 1972                  | заступник міністра оборони СРСР — начальник Тилу Збройних Сил СРСР | Маршал Радянського Союзу з 25 березня 1983                                                       |
| 78  | Петров Василь Іванович                | 15 грудня 1972                    | командувач військами Далекосхідного військового округу | Маршал Радянського Союзу з 25 березня 1983                                                       |
| 79  | Огарков Микола Васильович             | 5 жовтня 1973                     | 1-й заступник начальника Генерального штабу Збройних Сил СРСР | Маршал Радянського Союзу з 30 жовтня 1977                                                        |
| 80  | Мальцев Євдоким Єгорович              | 4 листопада 1973                  | начальник Воєнно-політичної академії ім. В. І. Леніна |                                                                                                  |
| 81  | Шавров Іван Єгорович                  | 5 листопада 1973                  | начальник Військової академії Генерального штабу Збройних Сил СРСР им. К. Є. Ворошилова |                                                                                                  |
| 82  | Брежнєв Леонід Ілліч                  | 22 березня 1974                   | генеральний секретар ЦК КПРС, Голова Ради оборони СРСР | з генерал-лейтенантів, Маршал Радянського Союзу з 7 травня 1976                                  |
| 83  | Шкадов Іван Миколайович               | 29 квітня 1975                    | начальник Головного управління кадрів Міністерства оборони СРСР |                                                                                                  |
| 84  | Васягін Семен Петрович                | 19 лютого 1976                    | начальник політичного управління Сухопутних військ |                                                                                                  |
| 85  | Устинов Дмитро Федорович              | 29 квітня 1976                    | міністр оборони СРСР | Маршал Радянського Союзу з 30 липня 1976                                                         |
| 86  | Андропов Юрій Володимирович           | 10 вересня 1976                   | Голова Комітету державної безпеки при Раді Міністрів СРСР |                                                                                                  |
| 87  | Щолоков Микола Онисимович             | 10 вересня 1976                   | міністр внутрішніх справ СРСР | позбавлений звання 6 листопада 1984                                                              |
| 88  | Грибков Анатолій Іванович             | 29 жовтня 1976                    | 1-й заступник начальника Генерального штабу Збройних Сил СРСР, начальник штабу Об'єднаних збройних сил держав-учасників Варшавського договору                                                 |                                                                                                  |
| 89  | Третяк Іван Мойсейович                | 29 жовтня 1976                    | командувач військами Далекосхідного військового округу |                                                                                                  |
| 90  | Алтунін Олександр Терентійович        | 16 лютого 1977                    | заступник міністра оборони СРСР — начальник Громадянської оборони СРСР |                                                                                                  |
| 91  | Герасимов Іван Олександрович          | 28 жовтня 1977                    | командувач військами Київського військового округа |                                                                                                  |
| 92  | Говоров Володимир Леонідович          | 28 жовтня 1977                    | командувач військами Московського військового округа |                                                                                                  |
| 93  | Майоров Олександр Михайлович          | 28 жовтня 1977                    | командувач військами Прибалтійського військового округа |                                                                                                  |
| 94  | Варенников Валентин Іванович          | 17 лютого 1978                    | командувач військами Прикарпатського військового округу |                                                                                                  |
| 95  | Матросов Вадим Олександрович          | 13 грудня 1978                    | начальник Головного управління прикордонних військ Комітету державної безпеки СРСР |                                                                                                  |
| 96  | Цвігун Семен Кузьмич                  | 13 грудня 1978                    | 1-й заступник Голови Комітету державної безпеки СРСР |                                                                                                  |
| 97  | Циньов Георгій Карпович               | 13 грудня 1978                    | заступник Голови Комітету державної безпеки СРСР |                                                                                                  |
| 98  | Козлов Михайло Михайлович             | 2 лютого 1979                     | начальник Військової академії Генерального штабу Збройних Сил СРСР ім. К. Є. Ворошилова |                                                                                                  |
| 99  | Обатуров Геннадій Іванович            | 19 лютого 1979                    | головний військовий радник при міністрові національної оборони Соціалістичної Республіки В'єтнам                                                                                              |                                                                                                  |
| 100 | Ахромеєв Сергій Федорович             | 23 квітня 1979                    | 1-й заступник начальника Генерального штабу Збройних Сил СРСР | Маршал Радянського Союзу з 25 березня 1983                                                       |
| 101 | Салманов Григорій Іванович            | 29 жовтня 1979                    | командувач військами Забайкальського військового округу |                                                                                                  |
| 102 | Яковлєв Іван Кирилович                | 7 травня 1980                     | начальник Головного управління внутрішніх військ Міністерства внутрішніх справ СРСР |                                                                                                  |
| 103 | Зайцев Михайло Митрофанович           | 4 листопада 1980                  | головнокомандувач Групою радянських військ у Німеччині |                                                                                                  |
| 104 | Лушев Петро Георгійович               | 2 листопада 1981                  | командувач військами Московського військового округа |                                                                                                  |
| 105 | Сорокін Михайло Іванович              | 2 листопада 1981                  | головний військовий радник у Афганістані |                                                                                                  |
| 106 | Шабанов Віталій Михайлович            | 2 листопада 1981                  | заступник міністра оборони СРСР з озброєння |                                                                                                  |
| 107 | Максимов Юрій Павлович                | 16 грудня 1982                    | командувач військами Туркестанського військового округа |                                                                                                  |
| 108 | Сухоруков Дмитро Семенович            | 16 грудня 1982                    | командувач повітряно-десантних військами |                                                                                                  |
| 109 | Федорчук Віталій Васильович           | 17 грудня 1982                    | міністр внутрішніх справ СРСР |                                                                                                  |
| 110 | Беліков Валерій Олександрович         | 4 листопада 1983                  | командувач військами Прикарпатського військового округу |                                                                                                  |
| 111 | Чебриков Віктор Михайлович            | 4 листопада 1983                  | Голова Комітету державної безпеки СРСР |                                                                                                  |
| 112 | Язов Дмитро Тимофійович               | 6 лютого 1984                     | командувач військами Середньоазійського військового округу | Маршал Радянського Союзу з 28 квітня 1990                                                        |
| 113 | Кривда Федот Пилипович                | 31 жовтня 1984                    | головний військовий радник при міністрові національної оборони Соціалістичної Республіки В'єтнам                                                                                              |                                                                                                  |
| 114 | Ємохонов Микола Павлович              | 10 квітня 1985                    | 1-й заступник Голови Комітету державної безпеки СРСР |                                                                                                  |
| 115 | Лизичев Олексій Дмитрович             | 19 лютого 1986                    | начальник Головного політичного управління Радянської Армії та Військово-Морського Флоту |                                                                                                  |
| 116 | Волошин Іван Макарович                | 7 травня 1986                     | головнокомандувач військами Далекого Сходу |                                                                                                  |
| 117 | Снєтков Борис Васильович              | 7 травня 1986                     | командувач військами Ленінградського військового округу |                                                                                                  |
| 118 | Постников Станіслав Іванович          | 3 листопада 1986                  | командувач військами Забайкальського військового округу |                                                                                                  |
| 119 | Бобков Пилип Денисович                | 30 листопада 1987                 | 1-й заступник Голови Комітету державної безпеки СРСР |                                                                                                  |
| 120 | Крючков Володимир Олександрович       | 27 січня 1988                     | заступник Голови Комітету державної безпеки СРСР — начальник Першого головного управління |                                                                                                  |
| 121 | Архипов Володимир Михайлович          | 16 лютого 1988                    | командувач військами Московського військового округа |                                                                                                  |
| 122 | Попов Микола Іванович                 | 16 лютого 1988                    | командувач військами Туркестанського військового округа |                                                                                                  |
| 123 | Кочетов Костянтин Олексійович         | 29 квітня 1988                    | командувач військами Закавказького військового округа |                                                                                                  |
| 124 | Бетехтін Анатолій Володимирович       | 4 листопада 1988                  | 1-й заступник головнокомандувача Сухопутними військами |                                                                                                  |
| 125 | Лобов Володимир Миколайович           | 15 лютого 1989                    | начальник штабу Об'єднаних збройних сил держав-учасників Варшавського договору, 1-й заступник начальника Генерального штабу Збройних Сил СРСР                                                 |                                                                                                  |
| 126 | Моїсеєв Михайло Олексійович           | 15 лютого 1989                    | начальник Генерального штабу Збройних Сил СРСР — 1-й заступник міністра оборони СРСР |                                                                                                  |
| 127 | Шуральов Володимир Михайлович         | 15 лютого 1989                    | представник головнокомандувача Об'єднаними збройними силами держав-учасників Варшавського договору у Національній народній армії НДР                                                          |                                                                                                  |
| 128 | Гареєв Махмут Ахметович               | 14 листопада 1989                 | головний військовий радник при Верховному головнокомандувачеві збройними силами Демократичної Республіки Афганістан                                                                           |                                                                                                  |
| 129 | Михайлов Владлен Михайлович           | 24 жовтня 1990                    | заступник начальника Генерального штабу Збройних Сил СРСР — начальник Головного розвідувального управління                                                                                    |                                                                                                  |
| 130 | Грачев Микола Федорович               | 6 лютого 1991                     | головний військовий радник при Верховному головнокомандувачеві збройними силами Демократичної Республіки Афганістан                                                                           |                                                                                                  |
| 131 | Єрмаков Віктор Федорович              | 6 лютого 1991                     | начальник Головного управління кадрів Міністерства оборони СРСР |                                                                                                  |
| 132 | Яшин Юрій Олексійович                 | 29 квітня 1991                    | заступник міністра оборони СРСР — голова Держтехкомісії СРСР |                                                                                                  |
| 133 | Кобець Костянтин Іванович             | 24 серпня 1991                    | начальник зв'язку Збройних Сил СРСР — заступник начальника Генерального штабу Збройних Сил СРСР; міністр оборони РРФСР                                                                        |                                                                                                  |